# Undressed (TV-serie)
Undressed (alternativt MTV's Undressed) är en amerikansk antologi-TV-serie som sändes 1999 till 2002 på MTV. TV-serien skapades av Roland Joffé och följde ungdomars förhållanden, både romantiska och sexuella, i Los Angeles-området. Varje säsong hade flera återkommande rollfigurer, där fokus låg på två eller tre rollfigurer per avsnitt. I november 2018 fanns det planer för en reboot av Undressed, där Joffé skulle vara inblandad i produktionen.